# Langli
Langli is een klein moerasachtig Waddeneiland in de Ho Bugt in de buurt van de plaatsen Esbjerg en Hjerting aan de Deense Noordzeekust.
Het eiland is 0,8 km² groot en is toegankelijk tijdens laag tij. Er is een 3 km lange verhoogde weg: een Ebbevej. Deze wadweg is vanuit Ho bereikbaar. Langli (oorspronkelijk Langeleje = lang kamp) was tot de stormvloed van 1634 deel van een schiereiland.
Later vormde zich aan Langli een tweede schiereiland dat Skallingen heet. Sindsdien wordt Langli 'beschermd' door Skallingen.
Het eiland werd sinds de 16e eeuw gebruikt voor de landbouw, maar werd nooit permanent bewoond. In 1840 kwamen er twee families wonen. In 1911 leefden er 38 inwoners en was er zelfs een school. De vernietiging door twee vloedgolven en het weigeren van steun door de Deense overheid zorgden ervoor dat alle inwoners in 1915 vertrokken.
Een latere bewoner van het eiland bouwde voor zichzelf een huis op Langli. In 1982 nam de Deense staat Langli over. Tegenwoordig is er een wetenschappelijk centrum op het eiland gevestigd.
Langli is het enige onbewoonde Waddeneiland aan de Deense kust, en behoort toe aan de Deense staat. Het valt onder de gemeente Varde en de regio Zuid-Denemarken.
- Library of Congress Control Number: sh97003289
- Nationale Bibliotheek van Israël: 987007561246905171
- Virtual International Authority File: 315528213